# アデニリル化
アデニリル化（英: adenylylation）もしくはAMP化（英: AMPylation）とは、タンパク質の側鎖にアデノシン一リン酸（AMP）分子を共有結合させる過程のことであり、それに伴ってタンパク質の機能は変化する。AMPの付加は主にセリン、スレオニン、チロシン残基のヒドロキシル基とAMPのリン酸基との間のホスホジエステル結合の形成によって行われる、安定で可逆的な翻訳後修飾である。この反応を触媒する酵素をAMP化酵素（AMPylator）と呼ぶ。

## 機構
AMP化においては、リン酸化と同様にアデノシン三リン酸（ATP）が基質として用いられるが、リン酸化反応とは異なり求核攻撃を受けるのはα-リン酸基であり、その結果ピロリン酸の放出とAMP修飾が行われる。グルタミン合成酵素などいくつかのタンパク質の活性がAMP化によって制御されている。生理的条件下で安定なヒドロキシル基に対するAMP化のほかにも、リジン残基のアミノ基やヒスチジン残基のイミダゾイル基、アミノ酸などのカルボキシル基などに対するAMP化が行われており、ATPの加水分解によるエネルギーを利用して熱力学的に不利な反応を進行させるための反応中間体として用いられている。

## AMP化酵素
これまでに、AMP化活性を持つドメインとしてFicドメインとATase（adenylyl transferase）ドメインが知られている。FicドメインはFidoドメインスーパーファミリーに属し、原核生物と真核生物の間で保存されている。一方ATaseドメインはヌクレオチジルトランスフェラーゼファミリーの一部であり、両ドメインの間に構造的類似性は存在しない。

### Ficドメイン
ほとんどのFicドメインタンパク質は、ドメイン外の阻害α-ヘリックスによって活性が制御されている。このヘリックスが活性部位の残基と相互作用しているときには、ATP分子は正しく配位できず反応は進行しない。Ficタンパク質は阻害ヘリックスの位置によって、別のタンパク質にコードされているクラス1、ドメインのN末端側に存在するクラス2、C末端側に存在するクラス3に分類される。
大腸菌のFic-1はクラス1のFicタンパク質で、anti-Fic-1（AntF）が結合していない状態ではDNAジャイレースのGyrBサブユニットをAMP化して不活性化し、SOS応答を引き起こす。真核生物においては、Ficドメインタンパク質は1種類（ヒトではFicD/HYPE）が存在し、小胞体に局在しBiP (タンパク質)をAMP化すると考えられている。

### ATaseドメイン
ATaseドメインは原核生物のタンパク質に多く見つかるが、AMP化活性が確認されているのはグルタミン合成酵素-AMP化酵素（glutamine synthetase adenylyl transferase, GS-ATase）/GlnE とレジオネラの DrrA/SidM の2つのみである。
GS-ATaseによるグルタミン合成酵素のAMP化は、細胞内のグルタミンとα-ケトグルタル酸の比によって調節されている。グルタミンの比率が高い状態は細胞内の窒素量が十分な状態であることの指標であり、グルタミンの比率が高いほどAMP化は進行してグルタミン合成酵素の活性は低下する。反対に比率が低い状態は窒素量が不足していることを示しており、グルタミン合成酵素によるアンモニア固定が必要な状況であることを示している。このような状況では、GS-ATaseの別のドメインにより脱AMP化が行われ、グルタミン合成酵素の活性は向上する。脱AMP化反応によって、AMP修飾は加リン酸分解されADPとして遊離する。

## AMP化と病原性
細菌のエフェクタータンパク質はAMP化反応を用いることが知られている。VopSやIbpA、DrrAといったエフェクターは、Rho、Rab、Arfのようなアクチン細胞骨格の動態変化や小胞輸送に関与するGTPアーゼを標的とする。これらのGTPアーゼは食作用などの機構にも関与しており、病原体の感染の際に宿主の食作用をコントロールする。
腸炎ビブリオ（Vibrio parahaemolyticus）のVopSタンパク質は、Ficドメインを持っている。VopSはRho GTPアーゼのswitch1領域のスレオニン残基を修飾する。スレオニン残基のAMP化が行われると、立体障害によってRhoは下流の因子と相互作用ができなくなる。その結果、宿主はアクチン骨格を制御できなくなり、cell roundingが起こる。Histophilus somni（Haemophilus somnus）のIbpAタンパク質はC末端に2つのFicドメインを持つ。IbpAは、VopSと同様にRho GTPアーゼのswitch1領域をAMP化し、その結果PAKといった下流因子との相互作用が妨げられる。
レジオネラ（Legionella pneumophila）のDrrAタンパク質は、ATaseドメインを持っており、Rab1b GTPアーゼのswitch2領域をAMP化する。その結果、GTPアーゼ活性化タンパク質（GAP）との相互作用が妨げられる。DrrAは、ATaseドメインのほかにGEFドメインを持っている。DrrAのGEFドメインによってRab1bはGTP結合型へと変換されるが、AMP化によってGAPとの相互作用は阻害されるため、Rab1bは活性化状態であるGTP結合型に固定された状態となる。